# Ivo Van Hove
Ivo van Hove és un director de teatre belga. Des de 2011, és director general del Toneelgroep Amsterdam als Països Baixos, en el marc del qual ha dirigit obres com Opening Night de Cassavetes o les Tragèdies Romanes de Shakespeare. Ha guanyat dos Obie Awards a Millor Producció Teatral aliena a Broadway a Nova York i el 2004 va ser anomenat cavaller de l'Ordre de les Arts i les Lletres de França.

## Produccions internacionals
2014
- Antigone de Sophokles (Barbican, Les théâtres de la ville de Luxembourg and Toneelgroep Amsterdam)
- A View from the Bridge de Arthur Miller al the Young Vic
- Scenes from a Marriage d'Ingmar Bergman a The New York Theatre Workshop

2013
- Seltsames Intermezzo d'Eugene O'Neill al the Münchner Kammerspiele

2011
- Edward 2 de Christopher Marlowe al Schaubühne Berlin
- Ludwig II de Luchino Visconti al the Münchner Kammerspiele

2010
- The Little Foxes de Lillian Hellman al the New York Theatre Workshop
- Der Menschenfeind de Molière al Schaubühne Berlin

2008
- Kameliendame de Alexandre Dumas fils; coproduction TA / Schauspielhaus Hamburg

2007
- The misanthrope de Molière al the New York Theatre Workshop

2006
- Der Geizige de Molière al Schauspielhaus Hamburg

2005
- Faces de John Cassavetes al Theater der Welt; co-production with Schauspielhaus Hamburg and Staatstheater Stuttgart

2004
- Hedda Gabler de Henrik Ibsen al the New York Theatre Workshop

2000
- Alice in Bed de Susan Sontag al the New York Theatre Workshop (co-production with Zuidelijk Toneel and Holland Festival)

1998
- A Streetcar Named Desire de Tennessee Williams al the New York Theatre Workshop

1996
- More Stately Mansions d'Eugene O’Neill al the New York Theatre Workshop

1995
- Gier unter Ulmen (Desire Under the Elms) d'Eugene O’Neill al Staatstheater Stuttgart

1993
- Die Bakchen (The Bacchae) de Euripides al Schauspielhaus Hamburg